# Agostino Frassinetti
Agostino Frassinetti (Genua, 1897 - 1968) was een Italiaans zwemmer.
Agostino Frassinetti nam tweemaal deel aan de Olympische Spelen; in 1920 en 1924. In 1920 nam hij deel aan het onderdeel 4x200 meter vrije slag. Hij maakte deel uit van het team dat als vijfde eindigde. Verder nam hij zonder succes deel aan het onderdeel 100 meter vrije slag. In 1924 werd het Italiaanse team al in de halve finale uitgeschakeld.
Mario Massa · 
Agostino Frassinetti · 
Antonio Quarantotto · 
Gilio Bisagno
Renato Bacigalupo · 
Agostino Frassinetti · 
Gianni Patrignani · 
Emilio Polli